# Burn (software)
Burn è un'applicazione libera per la masterizzazione di CD/DVD per il sistema operativo macOS. Il programma consente di creare dischi dati, audio e video ed è inoltre possibile la copia di dischi dati. Attualmente non è supportata la copia di dischi audio dato che non hanno un file system.